# Ciència-ficció
|  | Aquest article tracta sobre el gènere literari. Si cerqueu la cançó amb el mateix nom, vegeu «Espècies per catalogar#Ciència-ficció». |

La ciència-ficció o anticipació és un gènere literari de ficció on els relats sovint ens presenten els efectes o les repercussions dels avenços científics i tecnològics, presents o futurs, en la societat o en els individus, i tot això acompanyat d'aventures i de situacions commovedores i sorprenents. El seu nom deriva d'una traducció incorrecta del terme en anglès, science fiction, la traducció correcta seria ficció científica.

La ciència-ficció pot incorporar tota mena de característiques d'altres disciplines però principalment es caracteritza per l'especulació amb elements del món actual, projectant-los en un futur més o menys proper; a diferència de la fantasia que juga amb mons paral·lels o ambientats en un passat remot i amb més presència d'elements sobrenaturals. A la fantasia es pot canviar qualsevol element de la realitat, tants com es vulguin, mentre que en la ciència-ficció es tendeix a canviar-ne un sol i fer-ne una hipòtesi de com seria la realitat amb aquest factor diferent. 
| «                 | Si s'hagués de definir aquest gènere molt breument, aquesta definició seria: "Què passaria si...?" | » |
| — Miquel Barceló, | |   |

## Característiques
Les històries sovint barregen gèneres literaris; amb històries de terror, suspens, aventures, romàntiques i històriques (ficció i reals).

### Temes
- Futurs propvinents (utòpies/distòpies) i paradoxes temporals (diacronies), centrant-se habitualment en el desenvolupament científic o social, com per exemple la plaga grisa.
- Maquinisme / Tecno-prediccions: possibles invents o descobriments científics i tècnics, i els seus efectes.
- Contacte amb extraterrestres (intel·ligents o no) i les seves conseqüències.
- Diferenciació de l'ésser humà a partir de la comparança amb robots, extraterrestres i altres animals o éssers.
- Noves Societats amb noves races, diferents sexualitats o uns rols de gènere diferents dels de la societat imperant. Això va obrir un ventall que aborda amb més llibertat temàtiques menys tractades a la literatura més majoritària.

### Elements
- Exploració i colonització de l'espai.
- Viatge en el temps.
- Robots i intel·ligències sintètiques.
- Vida extraterrestre.
- Biotecnologia: clonació i manipulació genètica.
- Futurs apocalíptics i profecies.
- Futurs utòpics.
- Ginecotopies: societats terrestres o extraterrestres, amb nous rols de gènere i/o noves sexualitats.

### Estils
- Space opera
- Fantasia
- Ciència-ficció pura, la més clàssica i ciència-ficció suau, la més humanista.
- Ciberpunk, The Movement.
- Solarpunk
- Post-ciberpunk
- Distòpies
- Ucronies o històries alternatives
- Ciència-ficció feminista i LGTBIQ

## Història
L'expressió va ser encunyada en 1926 per Hugo Gernsback quan la va incorporar a la portada d'una de les revistes de narrativa especulativa més conegudes dels anys 1920 en Estats Units: Amazing Stories (vegeu més avall). L'ús més primerenc del terme sembla datar de 1851 i és atribuït a William Wilson, però es tracta d'un ús aïllat i el terme no es va generalitzar amb la seva accepció actual, fins que Gernsback el va utilitzar de forma consistent (després de fer un intent previ amb el terme "Scientification" que no va arribar a quallar).
Així que, fins a l'any 1926 la ciència-ficció no existia com a tal. Fins a aquesta data les narracions que avui dia no dubtem a qualificar de ciència-ficció rebien diversos noms: viatges fantàstics, relats de mons perduts, utopies, novel·les científiques.
El canadenc John Clute denomina aquesta època, anterior al descobriment del gènere, Proto-CF. Un nom gairebé perfecte... per a qui recordi l'excel·lent film de Donald Cammell de 1977, Monstre mecànic.

### Proto-CF (des de 1818)

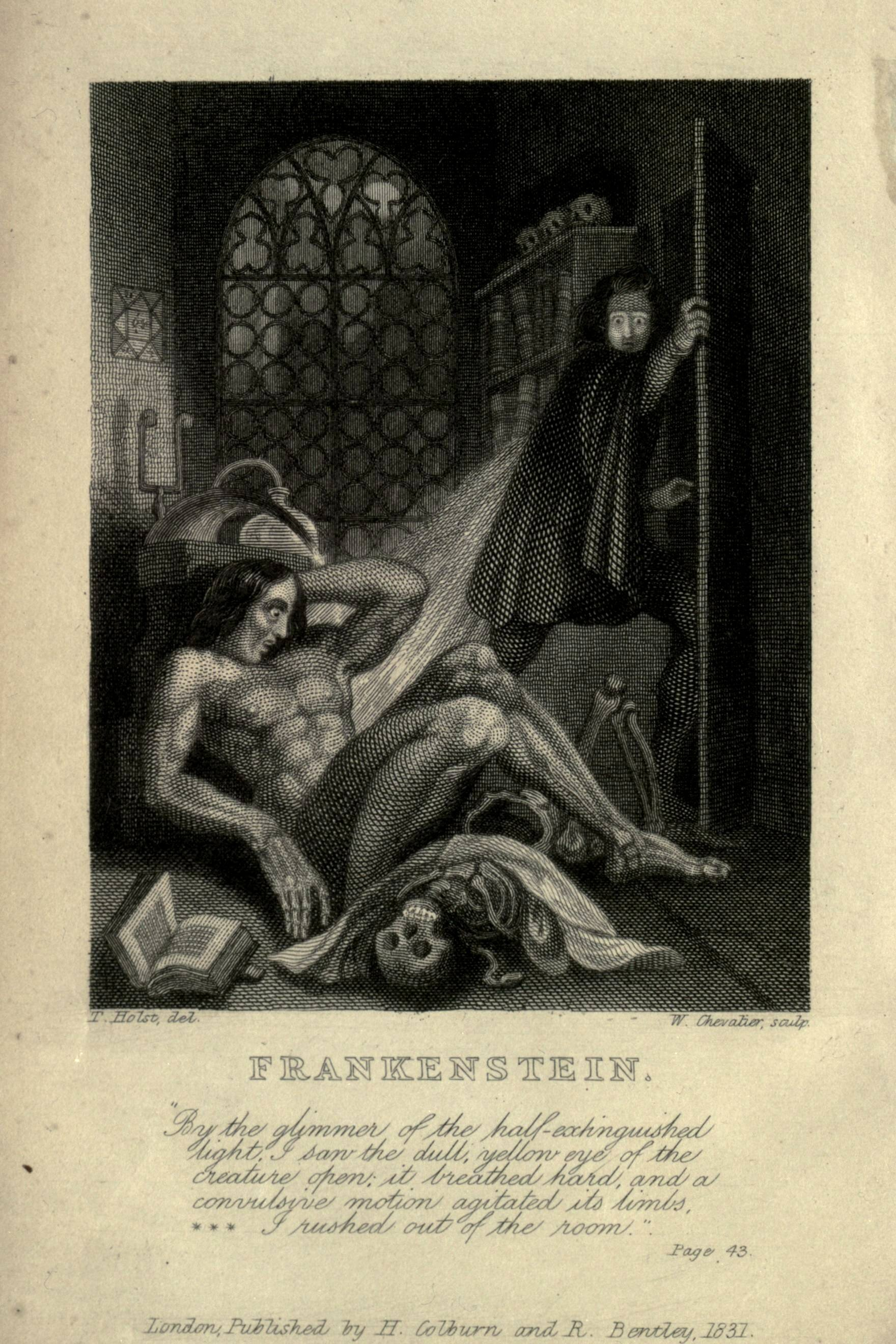
Frankenstein, contraportada de l'edició impresa de 1831.

Per a molts la primera obra de ciència-ficció amb continguts similars als del gènere, tal com avui s'entén, es remunta al 1818, any que és publicat Frankenstein o el Prometeu modern de Mary Shelley. Alguns veuen elements de ciència-ficció en llegendes i mites molts segles abans.
En la mitologia grega, es conta que Dèdal, el pare d'Ícar i constructor del laberint de Minos, va construir estàtues de fusta que eren capaces de moure's soles -una primitiva referència als moderns robots?- i hi ha la Història vertadera.

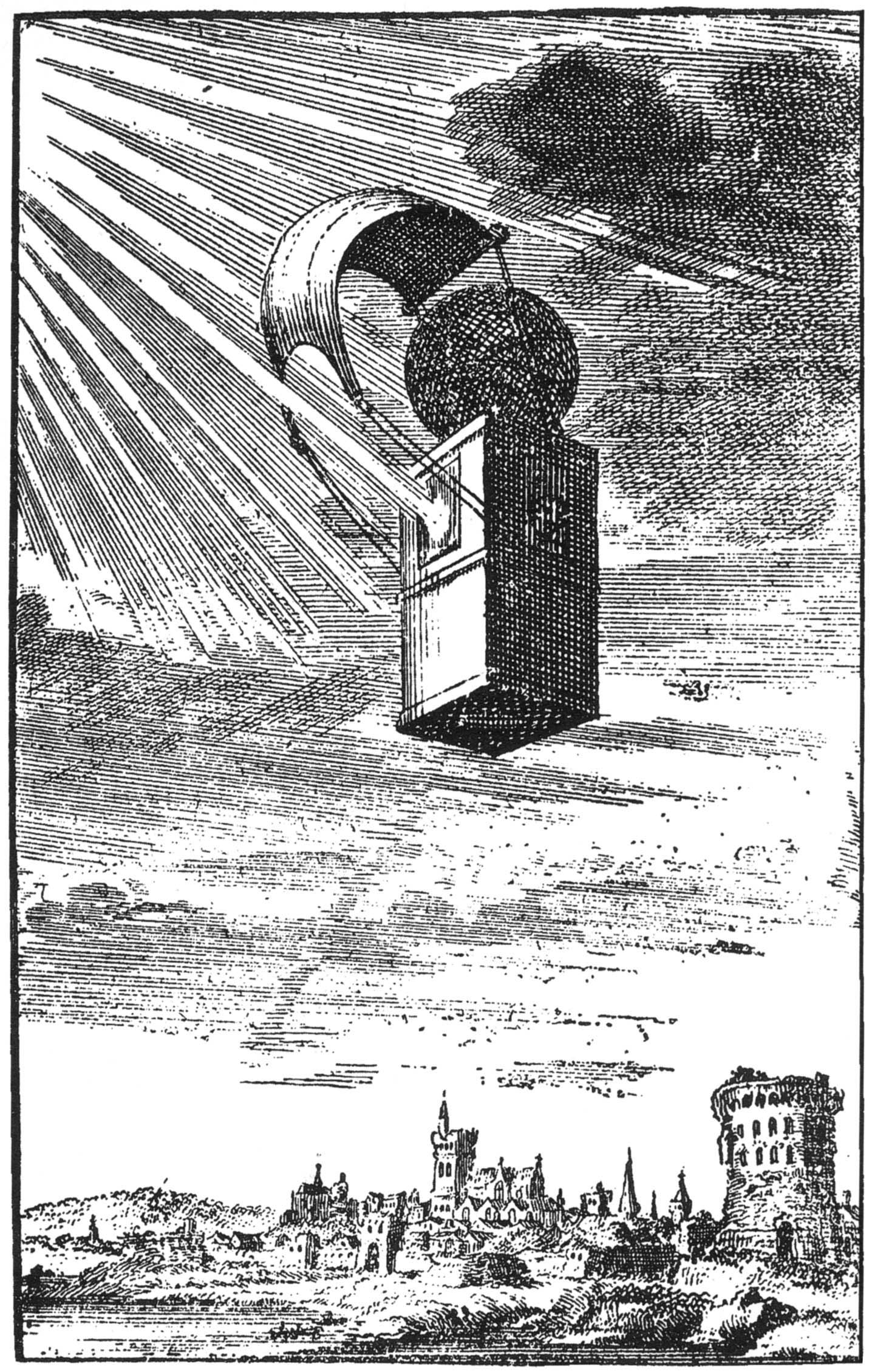
Un dibuix de l'obra de Bergerac

També el viatge a la Lluna va ser objecte d'iniciatives literàries abans de 1818; dues de les més conegudes són la de Cyrano de Bergerac, segle xvii i la del Baró de Münchausen, segle xviii.
Altres han qüestionat la qualificació d'aquestes obres com a ciència-ficció (ni tan sols com a Proto ciència-ficció); el mateix John Clute exclou l'obra de Bergerac. Però qualsevol d'aquests contes clàssics hereten gran part de l'esperit del racionalisme cartesià del segle xvii que va asseure les bases de la ciència moderna. Altres Mons de Cyrano de Bergerac és autèntica ciència-ficció. Està escrit en to de comèdia, i no és ciència moderna, però sí que recorre als termes científics de l'època.
En qualsevol cas, és difícil establir límits: Clute, en la seva enciclopèdia il·lustrada, posa en dubte l'existència del gènere en una etapa més primerenca als finals del segle xvii, però el precursor més citat és l'obra de Thomas More, Utopia en 1516, primer relat que incorpora la descripció d'una societat completament imaginada i amb certs tocs que semblen acostar-se a una sèrie de principis científics. En la mateixa línia es pot citar com a precedent The Man in the Moone, de Francis Godwin, del segle xvii.
Tanmateix, gairebé tots els experts reconeixen que l'obra precursora de la literatura de ficció científica va ser l'obra Frankenstein o el Prometeu modern de Mary Shelley. Es pot destacar una altra de les seves obres com The Last Man (1826).
En la dècada de 1850 apareix el qui probablement passa per ser un dels autors més prolífics del segle xix en el camp de les aventures de caràcter científic, Jules Verne que en 1851 publica la seva primera obra amb contingut de ficció científica, Cinc setmanes amb globus. L'aparició d'aquesta obra suposa una fita, atès que a partir de la seva publicació aquest gènere comença a transformar les seves intencions, i la ciència subjacent passa de ser un motiu d'inquietud o de preocupació pel desconegut a ser un suport d'històries d'aventures i descobriments.

### CF primitiva (fins al 1938)

#### Europa
La branca europea de la ciència-ficció va començar pròpiament a la fi del segle xix amb les novel·les científiques de Jules Verne (1828-1905), la ciència de les quals se centrava més aviat en invencions, així com amb les novel·les de crítica social amb orientació científica d'H. G. Wells (1866-1946).
Wells i Verne van rivalitzar en la primitiva ciència-ficció. Els relats i novel·les curtes amb temes fantàstics van aparèixer en les publicacions periòdiques en els últims anys del segle xix, i molts d'ells van emprar idees científiques com una excusa per a llançar-se a la imaginació. Encara que és més conegut per altres treballs, Sir Arthur Conan Doyle també va escriure ciència-ficció. L'únic llibre en el qual Charles Dickens s'aventura en el territori de l'especulació científica i els estranys misteris de la naturalesa (en contraposició als clarament sobrenaturals fantasmes de Nadal) és en la seva novel·la Bleak House (1852) en la qual Dickens fa que un dels seus personatges mori per «combustió humana espontània». Dickens va investigar casos verídics registrats abans d'escriure sobre la matèria, per tal de ser capaç de contestar els escèptics que s'escandalitzessin amb la seva novel·la.
Tant Wells com Verne tenien en tot el món lectors i escriptors que seguien i copiaven els seus estils, especialment als Estats Units. Aviat estaria florint una ciència-ficció autòctona nord-americana. Els escriptors europeus van augmentar el nombre de lectors venent al mercat nord-americà i escrivint en aquest estil.
El següent gran escriptor britànic de ciència-ficció després d'H.G. Wells va ser John Wyndham (1903-1969). Aquest autor agradava de referir-se a la ciència-ficció amb el nom de «fantasia lògica». Abans de la Segona Guerra Mundial, Wyndham va escriure exclusivament per a les revistes pulp, però després de la contesa es va fer famós entre públic en general, més enllà de l'estreta audiència dels seguidors de la ciència-ficció. La fama li va venir de la mà de les seves novel·les El dia dels trífids (1951), El Kraken aguaita (1953), Les crisàlides (1955) i Els cucuts de Midwich (1957).
Fora de l'àmbit anglosaxó cal destacar la figura del txec Karel Čapek, introductor del terme robot en la seva obra teatral R.U.R. i creador del clàssic de la ciència-ficció La guerra de les sargantanes el 1937.

#### Estats Units
En els Estats Units d'Amèrica del Nord el gènere pot remuntar-nos a Mark Twain i la seva novel·la Un Ianqui a la cort del Rei Artús, una novel·la d'història alternativa que explora termes científics encara que emmarcats en una ficció cavalleresca. Mitjançant el recurs a la «transmigració de l'ànima» i la «transposició d'èpoques i cossos» el ianqui de Twain és transportat cap enrere en el temps i arrossega amb ell tot el coneixement de la tecnologia del segle xix. Els resultats són catastròfics, ja que la cavalleresca aristocràcia del Rei Artús es veu pervertida pel notable poder de destrucció que ofereixen màquines com les metralladores, els explosius i els filats de filferro. Escrita el 1889, Un ianqui... sembla predir successos que van passar 25 anys després, el 1914, quan les velles idees cavalleresques europees sobre l'art de la guerra van quedar arraconades per les noves armes i les tàctiques de la Primera Guerra Mundial.
Un altre autor que escriví històries d'aquest tipus és Jack London. L'autor de les novel·les d'aventures en el salvatge Yukon, Alaska, i el Klondike, també va escriure històries sobre extraterrestres (The Red One), sobre el futur (El taló de ferro) o sobre els conflictes del futur (La invasió sense precedents). També va escriure una història sobre la invisibilitat i una altra sobre una arma d'energia per a la qual no existia cap mena de defensa. Aquestes històries van impactar en el públic americà i van començar a perfilar alguns dels temes clàssics de la ciència-ficció.
Però l'autor americà que millor simbolitza el naixement als Estats Units de la ciència-ficció com a gènere de masses és Edgar Rice Burroughs qui, poc abans de la Primera Guerra Mundial, publica Sota les llunes de Mart  (1912) en diversos números d'una revista especialitzada en aventures. Burroughs va seguir publicant en aquest mitjà durant la resta de la seva vida, tant fantasia científica com històries d'altres gèneres (misteri, horror, fantasia i, per descomptat, el seu personatge més conegut: Tarzan); però, les històries de John Carter (cicle de Mart) i Carson Napier (cicle de Venus), aparegudes en aquelles pàgines, avui dia es consideren joies de la ciència-ficció més primerenca.
No obstant això, el desenvolupament de la ciència-ficció americana com a gènere literari específic cal retardar-lo fins a 1926, l'any que Hugo Gernsback crea Amazing Stories, la primera revista dedicada exclusivament a les històries de ciència-ficció. Per altra banda, atès que, com és ben conegut, va ser ell qui va triar el terme scientifiction per a descriure aquest gènere incipient, el nom de Gernsback i el vocable al que va donar origen han quedat units per a la posteritat. I, encara que les històries que es publicaven en aquesta i altres revistes pulp amb un èxit cada vegada major, no gaudien de l'aval de ser literatura seriosa i la majoria les consideraven sensacionalisme literari, la veritat és que una revista dedicada enterament a un gènere com la fantasia científica (amb el seu nou i flamant nom) va tenir un gran impacte en la percepció del públic i va atreure a molts a la lectura de les històries d'especulació científica.

### L'Edat d'Or (1938-1950)
Amb l'entrada en escena, el 1938, de l'editor John W. Campbell i la seva activitat a la revista Astounding Science Fiction (fundada en 1930) i la consagració dels nous mestres del gènere: Isaac Asimov, Arthur C. Clarke i Robert A. Heinlein, la ciència-ficció va començar a guanyar estatus com a gènere literari, especialment amb Heinlein, el primer autor que va aconseguir editar històries en publicacions més generals i va dotar aquest gènere d'una major maduresa, influint poderosament en el seu desenvolupament posterior.
Les incursions en el gènere d'autors que no es dedicaven exclusivament a la ciència-ficció també li van donar respectabilitat; autors com Karel Čapek, Aldous Huxley i C. S. Lewis. Les revistes mostraven cridaneres portades amb monstres d'ulls de mosca i dones mig nues, donant una imatge interessant per al que era el seu públic principal: els adolescents.
Després de la Segona Guerra Mundial es produeix una transició del gènere. És l'època en la qual els contes comencen a ser desplaçats per les novel·les i els arguments guanyen en complexitat. Es funden noves revistes: fins a 15 en un només un any; i alguna fins i tot creua fronteres com la francesa Galaxie (germana de la nord-americana Galaxy que comença a publicar-se l'any 1950), ara el gènere comença ja a sortir del terreny exclusiu del pulp.

### L'Edat de Plata (1951-1965)
Possiblement, el que es pot considerar com el primer títol notable de la postguerra no va ser escrit per un autor habitualment catalogat com escriptor de ciència-ficció i, de fet, el llibre ni tan sols va ser catalogat com a tal pel seu editor; però sens dubte ho és, i va donar al seu autor fama mundial; ens referim a 1984 (1948) de George Orwell. Però la millor targeta de visita del període dels 50 és la munió d'escriptors que han estat la columna vertebral del gènere fins a gairebé finals de segle: Robert A. Heinlein, Isaac Asimov, Clifford D. Simak, Arthur C. Clarke, Poul Anderson, Philip K. Dick, Ray Bradbury, Frank Herbert i molts altres.
Quant als títols, aquesta època ens ha donat llibres que avui es consideren clàssics: Cròniques marcianes o Fahrenheit 451 de Ray Bradbury, Mercaders de l'espai de Frederik Pohl i Kornbluth, Més que humà de Theodore Sturgeon; sense oblidar La fi de l'eternitat d'Asimov, i Loteria solar o L'home en el castell de Dick. Algunes d'aquestes històries foren adaptades al cinema o la televisió; La taronja mecànica de Anthony Burgess n'és un exemple.
També és en aquesta època quan comencen a atorgar-se els Premis Hugo, la primera edició dels quals va ser en 1953.
En realitat, malgrat que des del punt de vista acadèmic s'ha vingut a qualificar com «edat d'or» l'etapa compresa entre els anys 1938 i 1950, per a molts, caldria estendre-la uns quinze anys.
L'última novel·la digna d'esment d'aquest període és Duna de Frank Herbert. No cal pensar que després de la seva publicació, en 1965 hi hagués una revolució que canviés el panorama de forma dràstica, però un nou estil començava a guanyar el crèdit dels afeccionats.
A partir de la dècada del 1960 el gènere comença a donar-se-li atenció acadèmica seriosa.

### La Nova Onada (1965-1972)
Els anys transcorreguts entre 1965 i 1972 fou el període de major experimentació literària de la història del gènere. A la Gran Bretanya es pot associar amb l'arribada de Michael Moorcock a la direcció de la revista New Worlds. Moorcock, llavors un jove de 24 anys, va donar espai a les noves tècniques exemplificades en la literatura de William Burroughs i J. G. Ballard.
Els temes van començar a distanciar-se dels típics robots i imperis galàctics de les edats d'or i plata de la ciència-ficció, centrant-se en temes més socials fins aleshores inexplorats: la consciència, els mons interiors, relativització dels valors morals, etcètera.
Als Estats Units, els ecos dels canvis experimentats en el panorama britànic van tenir el seu reflex. Autors com Samuel R. Delany, Judith Merrill, Fritz Leiber, Philip K. Dick, Philip J. Farmer i Robert Silverberg, representen l'essència de les noves vies d'aquest gènere literari de caràcter especulatiu.
Durant un temps, els nous temes i estils feren eclosió i van arribar a copar la major part dels guardons més importants. I, encara que els mestres consagrats del gènere seguien tenint els seus lectors, semblava que les noves vies haurien d'imposar-se. Però, sobtadament, els lectors començaren a retornar als antics temes.Tot i això, el panorama literari ja no era el mateix, havia crescut i madurat; els lectors ara entenien que el gènere podia ser molt més que lleis de la robòtica i psico-història.

### El ciberpunk (anys 80)
En la dècada de 1980, les cada vegada més omnipresents computadores i l'aparició de les primeres xarxes informàtiques globals van disparar la imaginació de joves autors, convençuts que tals prodigis produirien profundes transformacions en la societat. Aquest germen va cristal·litzar principalment en el moviment ciberpunk, un terme que aglutinava una visió pessimista i desencantada d'un futur dominat per la tecnologia i el capitalisme salvatge amb un ideari punk rebel i subversiu, freqüentment anarquista. Una nova generació d'escriptors va sorgir sota aquesta etiqueta, encapçalats per William Gibson i Bruce Sterling.

## Obres destacades
És una empresa arriscada assenyalar els autors i autores més destacats de qualsevol gènere literari (els grans mestres). Sempre hi ha gustos, preferències i opinions. I en un gènere literari jove com el de la ciència-ficció, hi ha molts autors novells, que són grans promeses, però que no entrarien en la llista dels més importants dels experts i afeccionats. També hi ha incursions d'autors molt coneguts practicants habituals d'altres gèneres, però les obres mestres dels quals no es troben en el camp de la ciència-ficció. La preeminència dels autors nord-americans i britànics en aquest gènere és evident, el que no necessàriament implica que en català no hi hagi escriptors i escriptores reconeguts.
| Autor/a                               | Obra (novel·la, relat breu)                                                                                          |
| ------------------------------------- | --- |
| Douglas Adams                         | Guia galàctica per a autoestopistes                                                                                  |
| Brian W. Aldiss                       | La nau estel·lar, Hivernacle, Helicònia, ...                                                                         |
| Poul Anderson                         | La patrulla del temps, La gran croada, Tau Zero, La nau d'un milió d'anys, ...                                       |
| Isaac Asimov                          | Trilogia de La Fundació, Jo, robot, La fi de l'eternitat, Fins i tot els déus, ...                                   |
| Margaret Atwood                       | Oryx i Crake |
| J.G. Ballard                          | tota la seva obra |
| Iain M. Banks                         | Nissaga de la Cultura                                                                                                |
| Greg Bear                             | Música en la sang |
| Gregory Benford                       | Cronopaisatge |
| Edward Bellamy                        | Looking Backward |
| Alfred Bester                         | L'home demolit, Les estrelles, el meu destí, ...                                                                     |
| Ray Bradbury                          | Cròniques marcianes, Fahrenheit 451                                                                                  |
| David Brin                            | Nissaga de l'elevació (Marea estel·lar...)                                                                           |
| Fredric Brown                         | Marcià, vés-te'n a casa!, Univers de bojos.                                                                          |
| John Brunner                          | Tots sobre Zanzíbar, El ramat cec, El genet de l'ona de xoc.                                                         |
| Algis Budrys                          | El laberint de la lluna, Qui?.                                                                                       |
| Lois McMaster Bujold                  | Nissaga de Miles Vorkosigan                                                                                          |
| Anthony Burgess                       | La taronja mecànica                                                                                                  |
| Edgar Rice Burroughs                  | La princesa de Mart, Pirates de Venus...                                                                             |
| Karel Čapek                           | La guerra de les sargantanes                                                                                         |
| Orson Scott Card                      | La nissaga de Ender (El joc d'Ender, La veu dels morts...), Mestre cantor, Vigilants del passat                      |
| Margaret Cavendish                    | The Blazing World |
| Elizabeth Burgoyne Corbett            | A Foretaste of the Future                                                                                            |
| C. J. Cherryh                         | L'Orgull de Chanur i la resta de la nissaga de Chanur                                                                |
| Hal Clement                           | Missió de gravetat                                                                                                   |
| Arthur C. Clarke                      | La fi de la infantesa, La ciutat i les estrelles, 2001: Una odissea a l'espai, Encontre amb Rama, Fonts del paradís. |
| John Crowley                          | L'estiu del petit Sant Joan                                                                                          |
| Samuel R. Delany                      | Babel 17, Nova |
| Philip K. Dick                        | Ubik, Ull en el cel, Somien els androides amb xais elèctrics?, L'home en el castell, Minority report, ...            |
| Gordon R. Dickson                     | Nissaga de Dorsai (Soldat, no preguntis...)                                                                          |
| Thomas M. Disch                       | Camp de concentració, Els genocides.                                                                                 |
| Greg Egan                             | Quarentena, Ciutat Permutació, L'instant Aleph.                                                                      |
| Philip J. Farmer                      | Als vostres cossos dispersos i la resta de la nissaga del Món del Riu.                                               |
| William Gibson                        | Neuromàntic, Comte Zero, Mona Lisa Accelerada, Cremant Crom (antologia)                                              |
| Charlotte Perkins Gilman              | Trilogia de la Terra d'elles                                                                                         |
| Joe Haldeman                          | La guerra interminable                                                                                               |
| Thea von Harbou                       | Metropolis |
| Harry Harrison                        | Bill, l'heroi galàctic, Facin lloc! Facin lloc!                                                                      |
| Robert A. Heinlein                    | Amos de Titelles, Porta a l'estiu, Tropes de l'espai, Foraster en terra estranya, La lluna és una cruel amant.       |
| Zenna Henderson                       | Ingathering: The Complete People Stories                                                                             |
| Frank Herbert                         | Dune i la seva nissaga.                                                                                              |
| L. Ronald Hubbard                     | Por", "Missió Terra", "Final Black Out", "Camp de Batalla la Terra"                                                  |
| Aldous Huxley                         | Un món feliç |
| Damon Knight                          | tota la seva obra |
| Ursula K. Le Guin                     | La mà esquerra de la foscor, Els desposseïts, els llibres de Terramar, etc.                                          |
| Frizt Leiber                          | El planeta errant, Els que pequen, El gran temps.                                                                    |
| Stanislav Lem                         | Ciberíada, Solaris, L'invencible, Congrés de futurologia, Diaris de les estrelles.                                   |
| H. P. Lovecraft                       | L'ombra més enllà del Temps                                                                                          |
| Katherine MacLean                     | Missing man |
| George R. R. Martin                   | Els viatges de Tuf                                                                                                   |
| Richard Matheson                      | Sóc llegenda |
| Walter M. Miller                      | Cántic per Leibowitz                                                                                                 |
| Michael Moorcock                      | Heus aquí l'home, StormBringer.                                                                                      |
| Larry Niven                           | Món Anell, La palla en l'ull de Déu                                                                                  |
| Kevin O'Donnell                       | ORA:CLE |
| George Orwell                         | 1984 |
| Manuel de Pedrolo                     | Mecanoscrit del segon origen, Trajecte final                                                                         |
| Frederik Pohl                         | Mercaders de l'espai, Pòrtic, Homo Plus.                                                                             |
| Frederic Pujulà i Vallès              | Homes artificials |
| Ayn Rand                              | Viure! i La Rebel·lió d'Atlas                                                                                        |
| Kim Stanley Robinson                  | La Trilogia Marciana (Mart Roig, Mart Verd i Mart Blau)                                                              |
| Mary Shelley                          | Frankenstein o el Prometeu modern                                                                                    |
| Robert Silverberg                     | Ales nocturnes, L'home en el laberint, Moro per dintre, Temps de canvis, El castell de Lord Valentine.               |
| Clifford D. Simak                     | Estació de trànsit, Ciutat.                                                                                          |
| Dan Simmons                           | Hyperion, La caiguda d'Hyperion                                                                                      |
| Norman Spinrad                        | Emprenyi a Jack Barron, El somni de ferro                                                                            |
| Brian Stableford                      | The Walking Shadow                                                                                                   |
| Olaf Stapledon                        | La primera i última humanitat, Faedor d'estrelles, Sirius, Joan Rar.                                                 |
| Neal Stephenson                       | Snow Crash, L'Era del Diamant                                                                                        |
| Bruce Sterling                        | Mirrorshades: una antologia ciberpunk                                                                                |
| Arkadi i Borís Strugatski             | Pícnic a la vora del camí                                                                                            |
| Cordwainer Smith                      | Els senyors de la instrumentalitat                                                                                   |
| Theodore Sturgeon                     | Més que humà |
| James Tiptree, Jr. (Alice B. Sheldon) | Houston, Houston em rep?                                                                                             |
| A. I. Van Vogt                        | El viatge del Beagle Espacial, Slan, El món dels no-A.                                                               |
| Jack Vance                            | La nissaga de la Terra Moribunda, Els Prínceps Dimoni, el cicle del Planeta de l'Aventura, ...                       |
| John Varley                           | La persistència de la visió, Platja d'acer.                                                                          |
| Jules Verne                           | De la Terra a la Lluna, Vint mil llegües de viatge submarí, L'illa misteriosa...                                     |
| Vernor Vinge                          | Un foc sobre l'abisme, Més enllà de l'arc de Sant Martí                                                              |
| Sir Julius Vogel                      | Anno Domini 2000 - A Woman's Destiny                                                                                 |
| H. G. Wells                           | La guerra dels mons, La màquina del temps, L'home invisible, L'illa del Dr. Moureau.                                 |
| Jack Williamson                       | Legions de l'espai, Els humanoïdes.                                                                                  |
| Connie Willis                         | El llibre del Dia del Judici Final, Ovella mansa                                                                     |
| Monique Wittig                        | Les Guérillères |
| John Wyndham                          | El dia dels trífids                                                                                                  |
| Gene Wolfe                            | El cinquè cap de Cèrber, El llibre del Sol Nou...                                                                    |
| Roger Zelazny                         | El Senyor de la Llum, Tu, l'immortal.                                                                                |
| Eugene Zamiatin                       | Nosaltres |
| John C. Wright                        | La trilogia de l'edat d'or                                                                                           |

## Revistes

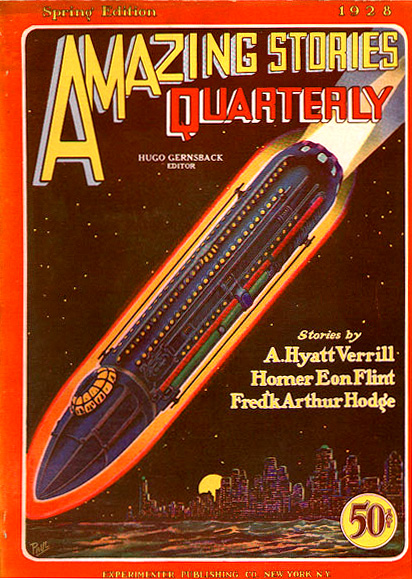
Amazing Stories (1928)

La ciència-ficció està ineludiblement lligada a les revistes. La mateixa expressió «ciència-ficció» hi va néixer. Probablement, la primera revista periòdica amb alguns contes d'aquest gènere (encara sense nom oficial) es podria considerar The Argosy (1896). No obstant això, The Argosy no era una revista exclusivament dedicada a les històries fantàstiques amb contingut científic. Una altra revista primerenca va ser All Story, que va començar a publicar-se en 1911; en ella van aparèixer la majoria dels contes d'Edgar R. Burroughs de fantasia científica.
No obstant això, les dues revistes precursores més famoses no arribarien fins a la dècada de 1920; en 1923 va començar a publicar-se Weird Tals, i 1926, any en el qual Hugo Gernsback va encunyar el terme amb el qual definitivament es coneixeria el gènere per a l'altra de les dues «precursores oficials»: Amazing Stories. Amazing va ser la primera de totes elles a dedicar-se de forma exclusiva a la ficció de tall científic i va tenir una llarga trajectòria. Les seves primeres històries eren principalment reimpressions d'obres de Poe, Wells i Verne; però també es van publicar relats inèdits de gent com Burroughs i Merrit. Amazing es pot considerar com la revista més influent durant molts anys i un punt de referència en el decurs de la seva existència. En 1980, després de la seva última etapa sota l'edició de Kim Mohan, la revista va deixar de publicar-se i, encara que diversos editors han intentat ressuscitar-la des de llavors, actualment es pot considerar fora de circulació.
En 1930 va sorgir una altra de les revistes clàssiques que tots els historiadors inclouen en la seva relació de publicacions de l'«edat d'or», Astounding Stories, la qual més tard seria reeditada per John W. Campbell com Astounding Science Fiction (1938) i que, finalment, derivaria en l'actual Analog Science Fiction and Fact (1960). En aquesta revista intervingueren grans escriptors del gènere d'aquells dies: Isaac Asimov, Robert A. Heinlein i Poul Anderson, entre d'altres. Astounding/Analog (també coneguda per les seves sigles ASF) és considerada una revista de caràcter més científic, sent una de les publicacions essencials des dels seus inicis fins al present. En 1971, després de la mort de Campbell, Analog va passar a ser editada per Ben Bova, també conegut per ser el valedor d'Orson Scott Card i qui el va llançar a la fama. Des de 1978 l'edita Stanley Schmidt.
En 1949 va començar a publicar-se una altra revista que té en el seu haver la major sèrie de col·laboracions (en aquest cas assajos científics) d'Isaac Asimov, un total de 399 col·laboracions mensuals al llarg de 33 anys. Es tracta de The Magazine of Fantasy & Science Fiction. Aquesta revista va ser primerament editada per Antony Boucher, i el seu editor actual, Gordon van Gelder, manté una revista de gran qualitat literària. En les seves pàgines s'han publicat clàssics com Flors per a Algernon de Daniel Keyes.
Una altra de les revistes que no es pot deixar d'esmentar és Galaxy (1950). Inicialment editada per Horace Leonard Gold té en el seu haver les millors crítiques literàries gràcies a l'acceptació del públic d'un gènere que començava a consagrar-se fora dels cercles del pulp. Veient la llista d'autors que van publicar en el seu primer número podem fer-nos una idea de la seva qualitat i embranzida: Clifford D. Simak, Theodore Sturgeon, Fritz Leiber o Isaac Asimov. Aquesta revista va arribar a publicar-se a Europa (a França i Alemanya), va tenir cert èxit durant gairebé trenta anys fins que en 1980 va deixar de publicar-se. A principi dels anys 1990, el fill del seu fundador va reprendre la publicació de Galaxy, però finalment l'empresa va acabar de forma infructuosa en 1995.
El gènere està en alça. Tots els anys apareixen noves revistes. Algunes intenten aprofitar l'estirada publicitària d'un nom conegut per a entrar en un mercat molt competitiu. És, per exemple, el cas d'Asimov's Science Fiction que va començar a publicar-se en 1977 sota la direcció del mateix Isaac Asimov i amb George H. Scithers com a editor. Aquest fet, no obstant això, no té per què restar qualitat a aquestes empreses i, per exemple, les històries publicades en Asimov's han estat guardonades amb freqüència amb premis Hugo i Nebula.
A Catalunya, han destacat la desapareguda MiasMa, la revista Males Herbes, que acabà desenvocant en la creació de l'editorial del mateix nom, la revista Catarsi, d'aparició semestral i publicada per la Societat Catalana de Ciència-Ficció i Fantasia, i la Freakcions, de l'associació cultural El Biblionauta.

## Cinema i televisió
El cinema i la televisió han estat grans valedors del gènere de la ciència-ficció. Bé mitjançant l'adaptació de contes i novel·les, bé mitjançant la producció de pel·lícules amb guions especialment creats per a la gran i la petita pantalles. Una sèrie de títols que tots els afeccionats al gènere (i la majoria dels profans) coneix són:
| Pel·lícula                               | Director/a                    |
| ---------------------------------------- | ----------------------------- |
| Le Voyage dans la Lune (1902)            | George Méliès                 |
| Aelita (1924)                            | J. Protozanov                 |
| Metropolis (1926)                        | Fritz Lang & Thea Von Harbour |
| La dona a la Lluna (1929)                | Fritz Lang & Thea Von Harbour |
| El doctor Frankenstein (1931)            | James Whale                   |
| La vida futura (1936)                    | W. C. Menzies                 |
| Ultimàtum a la Terra (1951)              | Robert Wise                   |
| Quan els mons xoquen (1951)              | Rudolph Maté                  |
| El planeta prohibit (1956)               | Fred M. Wilcox                |
| La invasió dels ultracossos (1956)       | Don Siegel                    |
| Fahrenheit 451 (1966)                    | François Truffaut             |
| Viatge al·lucinant (1966)                | Richard Fleischer             |
| Star Trek (1966-1968)                    | Gene Roddenberry              |
| 2001: Una odissea a l'espai (1968)       | Stanley Kubrick               |
| L'amenaça d'Andròmeda (1971)             | Robert Wise                   |
| Solaris (1972)                           | Andrei Tarkovsky              |
| Encontres a la tercera fase (1977)       | Steven Spielberg              |
| La Guerra de les Galàxies (1977)         | George Lucas                  |
| Superman (1978)                          | Richard Donner                |
| Alien, el vuitè passatger (1979)         | Ridley Scott                  |
| Cromosoma 3 (1979)                       | David Cronenberg              |
| E.T.: L'extraterrestre (1982)            | Steven Spielberg              |
| Blade Runner (1982)                      | Ridley Scott                  |
| Terminator (1984)                        | James Cameron                 |
| Dune (1984)                              | David Lynch                   |
| Retorn al futur (1985)                   | Robert Zemeckis               |
| La mosca (1986)                          | David Cronenberg              |
| RoboCop (1987)                           | Paul Verhoeven                |
| Star Trek: La nova generació (1987-1993) | Gene Roddenberry              |
| Akira (1989)                             | Katsuhiro Otomo               |
| Ghost in the Shell (1995)                | Mamoru Oshii                  |
| The Matrix (1999)                        | Germanes Wachowski            |
| Donnie Darko (2001)                      | Richard Kelly                 |
| Solaris (2003)                           | Steven Soderbergh             |

## Guardons

### Literaris
Els dos premis més importants del gènere són el premi Hugo i el premi Nebula. Els premis Hugo (anomenats així en memòria del pioner de la ciència-ficció Hugo Gernsback) són concedits en diverses categories per la Societat mundial de ciència-ficció (WSFS) durant la celebració anual de la Worldcon. Durant la mateixa es lliura a més el premi John W. Campbell al millor autor novell de l'any.
Els Nebula que són concedits anualment també en diverses categories per l'Associació d'escriptors de ciència-ficció i fantasia dels Estats Units (SFWA). Aquesta associació a més concedeix els cotitzats premis Gran Mestre als més importants escriptors del gènere per la labor de tota una vida.
Alguns altres premis també tenen noms d'altres insignes autors i editors del ram: John W. Campbell Memorial (no confondre amb el del mateix nom al millor autor novell) i els premis Clarke, Sturgeon i Philip K. Dick Memorial.
També les publicacions especialitzades atorguen alguns premis de rellevància com és el cas de la revista nord-americana Locus Magazine, que anualment atorga els premis Locus.
A Europa, la Societat Europea de Ciència-ficció (ESFS) es va crear el 1972 i reuneix a diversos professionals del sector. Inicialment programava una convenció bianual que a partir de 1982 es va convertir en anual, durant la qual s'atorguen els premis europeus de ciència-ficció en els quals es nomenen el millor autor, traductor, promotor, publicació periòdica, editorial, artista i revista.
Altres països també tenen els seus premis nacionals, els premis Ignotus a Espanya, els premis Seiun al Japó, els BSFA britànics, els Ditmar australians, etcètera.
A Catalunya existeixen, des del 1991, el Premi UPC de Ciència-Ficció, convocat pel Consell Social de la UPC; també els Premis Pedrolo Ciutat de Mataró, l'obra guanadora és publicada per l'editorial Pagès, i els Premis Ictineu, que es concedeixen a obra publicada l'any anterior.

### Cinema
Als Estats Units, bressol del gènere, els Premis Saturn, que són atorgats per l'Acadèmia de Cinema de Ciència-Ficció, Fantasia i Horror són, probablement, els més importants del gènere.
A Europa, no obstant això, els premis estan més relacionats amb festivals concrets, en els quals s'exhibeixen les diferents pel·lícules: El Festival de Sitges de Cinema Fantàstic al costat del Festival Internacional de Cinema Fantàstic de Brussel·les són dos de les cites més importants europees del gènere.

## Aportacions de la ciència-ficció a la ciència
D'igual manera que la ciència-ficció ha pres molts dels seus arguments i elements d'ambientació de conceptes o creacions de la ciència, aquesta ha pres a vegades elements de la literatura de ciència-ficció per a convertir-los en conceptes reals o hipòtesis de treball de cara al futur científic o tecnològic.
Els casos més coneguts d'aquesta transferència són els del terme robot emprat per primera vegada per l'escriptor txec Karel Čapek en la seva obra R.O.R. (Robots Universals de Rossum), el terme derivat robòtica, creat en les novel·les de robots d'Isaac Asimov o l'ascensor espacial imaginat independentment per Arthur C. Clarke i Charles Sheffield.
Altres conceptes, encara que creats per eminents científics, han estat profusament desenvolupats per la ciència-ficció abans fins i tot de ser tinguts en compte per la ciència. Són exemples d'això la utilització d'antimatèria, els forats de cuc o la nanotecnologia.
Alguns conceptes han tingut una notable influència, a pesar no ser en l'actualitat més que meres invencions de la imaginació. Per exemple la psicohistòria ha influït en la forma de veure la sociologia des d'un punt de vista matemàtic.
Finalment, algunes invencions de la ciència-ficció han inspirat alguna de les línies d'investigació actual, com la comunicació instantània (ansible, taquions).

### Terminologia
Dintre de la ciència-ficció la terminologia, l'argot fanta-científic abunda. Pot ser fàcilment comprensible per als lectors assidus del gènere, però no per als nous lectors.
No obstant això, no estan creades com una forma de llenguatge identificador, sinó que la major part de les vegades són idees i conceptes interessants que s'han convertit en domini públic, dintre del gènere i fins i tot fora d'ell, en el món de la ciència.
Aquests termes són molt usats dintre dels relats i novel·les de ciència-ficció. Com a exemple tenim l'hiperespai, que és una espècie d'«espai alternatiu» pel qual es pot viatjar d'un punt a un altre; les societats o ments rusc, que són intel·ligències gestalt compostes per la ment de molts éssers i no solament d'un, etcètera.